# ميلي افيتال
ميلي افيتال (بالإنجليزية: Mili Avital)‏ (و. 1972 – م) هي ممثلة، ومخرجة سينمائية، وممثلة مسرحية، وممثلة أفلام، وعارضة من إسرائيل . ولدت في القدس.

## روابط خارجية
- ميلي افيتال على موقع IMDb (الإنجليزية)
- ميلي افيتال على موقع ألو سيني (الفرنسية)
- ميلي افيتال على موقع أول موفي (الإنجليزية)
- ميلي افيتال على موقع قاعدة بيانات الأفلام السويدية (السويدية)
- ميلي افيتال على موقع إن إن دي بي (الإنجليزية)
- ميلي افيتال على موقع قاعدة بيانات الفيلم (الإنجليزية)
- ميلي افيتال على موقع كينوبويسك (الروسية)